# Fugro Equator (schip, 2012)
Fugro Equator is een onderzoeksschip van Fugro dat wordt ingezet bij de zoektocht naar het vliegtuig van vlucht MH370.
Het schip heeft apparatuur om de zeebodem in kaart te brengen. Zusterschip is Fugro Discovery.